# 1845

## أحداث
- معركة الجوي بين أهل عنيزة بقيادة أميرهم عبد الله السليم وجبل شمر بقيادة عبيد بن علي الرشيد.[1]
- تأسيس مدينة كاغوازو وتقع حاليا في باراغواي.
- بداية الحروب النيوزيلندية في 1845 والتي انتهت في 1872.
- بداية حرب السيخ الأولى في 11 ديسمبر 1845 والتي انتهت في 9 مارس 1846.
- اعتماد دستور جديد لإسبانيا.
- 29 ديسمبر - انضمام جمهورية تكساس إلى الولايات المتحدة بصفتها الولاية الثامنة والعشرين.

## مواليد
- إليهو روت
- إيليا متشنيكوف
- بول فيدال دو لا بلاش
- بينتون ماكميلين
- جراح بن صباح الصباح
- جورج الأول ملك اليونان
- جورج كانتور
- جوزيف مال كاري
- جوزيف فون كاراباسك
- جوستاف دي لافال
- رودولف كلاينباول
- صوفي يونغهانز
- عثمان غالب
- غابرييل فوري
- غبريال ليبمان
- فيلهلم كونراد رونتغن
- كارل شبيتلر
- لودفيج لايستنر
- وليام هشلر
- محمد البربير

## وفيات
- تشارلز غراي
- جون دانيال
- جيمس توماس
- صموئيل باينتر
- فنسنت-ماري فيينو دو فوبلان
- 8 يونيو - الرئيس الأمريكي اندرو جاكسون.